# Kościół Podwyższenia Krzyża Świętego w Wysocku Wielkim
Kościół Podwyższenia Krzyża Świętego w Wysocku Wielkim – rzymskokatolicki kościół parafialny należący do parafii pod tym samym wezwaniem (dekanat Ostrów Wielkopolski I diecezji kaliskiej).
Jest to świątynia charakteryzująca się późnogotycką bryłą, wzniesiona w XVI wieku, a następnie restaurowana i podwyższona około 1684 roku. Wybudowana została na wzgórzu, które według podań było miejscem kultów pogańskich. Można sądzić, że pierwotny kościół był drewniany, podobnie jak inne świątynie w tamtych czasach. Budowla jest orientowana, murowana, zbudowana z cegły w układzie polskim. Kościół składa się z jednej nawy oraz prosto zamkniętego niższego i węższego prezbiterium. Od zachodu i południa przy nawie są umieszczone kruchty. W murach zauważyć można fragmenty kamienia ciosanego. Ostatecznej przebudowy kościoła dokonał przed 1684 rokiem ówczesny proboszcz, ks. Jan Strzębosz. We wnętrzu kościoła znajduje się wspaniały ołtarz główny z bramkami, z końca XVIII wieku, ozdobiony krucyfiksem z XVII wieku oraz rzeźbami Matki Boskiej i św. Jana. W ołtarzu na pierwszy planie znajduje się wspaniały, dużych rozmiarów krzyż gotycki z ukrzyżowanym Chrystusem. Pod krzyżem stoi Matka Boska, a klęczy św. Jan Apostoł. Na drewnianych murkach, poszerzających ołtarz, stoją postacie z dalszego planu Golgoty, Józefa z Arymatei i Marii Kleofasowej. Zwieńczeniem ołtarza jest obraz przedstawiający św. Mikołaja, biskupa z Mirry a także dwie siedemnastowieczne rzeźby aniołów. świątynia posiada także dwa boczne, późnobarokowe ołtarze z końca XVIII wieku. Cennym zabytkiem jest także rokokowa ambona z końca XVIII wieku, wykonana z jednego pnia dębu i w tym samym rodzaju fronton do późnobarokowej chrzcielnicy. W prezbiterium kościoła są umieszczone obrazy namalowane przez hrabiego Stanisława Szembeka.